# Azur Lane
Azur Lane (碧藍航線 in lingua cinese) è un videogioco sparatutto a scorrimento laterale, creato dagli sviluppatori cinesi Shanghai Manjuu e Xiamen Yongshi, uscito nel 2017 per i sistemi operativi iOS e Android. Ambientato in una sequenza temporale alternativa della Seconda guerra mondiale, i giocatori usano personaggi femminili antropomorfi basati su navi da guerra delle principali nazioni partecipanti alla guerra. Sono presenti anche altri elementi di gioco, come la personalizzazione di un dormitorio e la possibilità di sposare personaggi del gioco.
Pubblicato per la prima volta in Cina a maggio e in Giappone a settembre 2017, Azur Lane è diventato rapidamente molto popolare, soprattutto in Giappone, dove il numero di giocatori ha raggiunto i cinque milioni entro quattro mesi dalla sua uscita. I successivi numeri di Comiket hanno confermato la popolarità a lungo termine del gioco in Giappone, con Azur Lane al 10º posto (una collocazione che lo pone non lontano da giochi come Fate Grand Order, Kantai Collection o Virtual YouTuber). I giocatori l'hanno votato tra i primi cinque nella lista dei migliori giochi di Google Play del 2017 per la regione. I critici hanno attribuito la sua popolarità alla sua architettura di gioco, originale e ben progettata. Una versione in lingua inglese è uscita nel maggio 2019 e, il 18 dicembre, è stato esteso alla regione latinoamericana. PWB Play lo ha commercializzato contemporaneamente a Hong Kong, Macao e Taiwan il 4 ottobre 2019.
Il gioco è stato adattato in diversi manga e romanzi. Azur Lane Crosswave, un adattamento 3D per PlayStation 4, è stato pubblicato da Compile Heart il 29 agosto 2019 con una buona accoglienza. La release inglese di Crosswave è uscita il 13 febbraio 2020 per PlayStation 4 e PC. Una versione per Nintendo Switch è invece uscita in Giappone il 17 settembre 2020 e nel 2021 in Nord America ed Europa.
L'adattamento di una serie televisiva anime di Bibury Animation Studio è stato presentato in anteprima il 3 ottobre 2019, mentre il primo episodio è andato in onda in Giappone e negli Stati Uniti il 20 marzo 2020.
Una serie televisiva anime per Azur Lane Bisoku Zenshin!, il manga degli studi CANDYBOX e Yostar Pictures, è andata in onda nel gennaio 2021.

## Trama
L'inizio del gioco prevede una ricreazione antropomorfa della Battaglia dello stretto di Danimarca, dove la personificazione del famoso incrociatore da battaglia britannico HMS Hood viene affondata da personaggi che rappresentano le forze tedesche. Il gioco presenta un'omonima alleanza militare, "Azur Lane", formata da nazioni della Eagle Union (Stati Uniti), della Royal Navy (Regno Unito), della Sakura Empire (Impero giapponese) e dell'Iron Blood (Germania nazista). L'alleanza si divise in due a causa di un intervento alieno (Sirens) con Iron Blood e Sakura Empire formando una fazione opposta, "Crimson Axis", usando la tecnologia fornita dagli alieni (Sirens) per invadere le nazioni che fanno parte dell'alleanza "Azur Lane". Il resto della trama principale del gioco segue in parte gli impegni navali degli Stati Uniti nella Guerra del Pacifico. I capitoli rappresentano diverse battaglie decisive della guerra tra cui la Battaglia delle Midway, la battaglia navale di Guadalcanal e la campagna delle isole Marianne e Palau.

## Modalità di gioco
Azur Lane è un videogioco sparatutto a scorrimento laterale, simulazione e gioco di ruolo. I giocatori collezionano personaggi che sono interpretazioni antropomorfiche della seconda guerra mondiale, le navi da guerra ("shipgirls"), principalmente della Marina degli Stati Uniti, della Royal Navy, della Marina Imperiale Giapponese e della Kriegsmarine, con altre navi da Marina francese (Vichy e Francia Libera). Più tardi furono aggiunti la Marina della Repubblica di Cina, la Marina dell'esercito di liberazione popolare, la Regia Marina, la Marina sovietica e la Marina imperiale russa. I giocatori le organizzano in flotte di sei e affrontano nemici controllati dall'IA o da altri giocatori.
Come nave di partenza i giocatori possono scegliere tra personaggi del cacciatorpediniere americano USS Laffey, del cacciatorpediniere britannico Javelin e del cacciatorpediniere tedesco Z23 (per la versione cinese e inglese) o del cacciatorpediniere giapponese Ayanami (per la versione giapponese e coreana). Sono indicati anche come protagonisti nel gioco. Fino a gennaio 2023, sono stati introdotti oltre 600 personaggi, che rappresentano navi di nove paesi che hanno partecipato alla Seconda guerra mondiale. Il gioco si distingue anche per l'inclusione di navi museali conservate come suoi personaggi, come la giapponese Mikasa e la russa Aurora.

### Battaglia
Quando si preparano per la modalità principale del gioco, i giocatori possono organizzare due flotte costituite da una fila anteriore e una fila posteriore, con tre slot disponibili in ogni fila. Cacciatorpediniere, incrociatori leggeri e incrociatori pesanti possono essere assegnati alla prima fila, mentre la fila posteriore è riservata a corazzate, incrociatori da battaglia e portaerei. Per vincere in diverse situazioni di battaglia sono necessarie diverse combinazioni di navi. I giocatori possono quindi selezionare una mappa ed entrarci.
Entrando in una mappa, la flotta del giocatore viene posizionata su una griglia simile a quella della battaglia navale. La mappa contiene nodi di combattimento, alcuni immobili e altri che inseguono il giocatore, nodi non di combattimento, che forniscono munizioni, o nodi misteriosi che possono fornire rifornimenti come kit di riparazione, oggetti di upgrade o possono generare un nodo di combattimento speciale chiamato Treasure Fleet. I giocatori devono navigare in modo ottimale e sistemare le loro flotte in modo tattico, per eliminare gli ostacoli nemici e usando movimenti minimi, al fine di raggiungere il boss della mappa. Quando il giocatore muove la sua flotta attraverso la mappa, può essere teso in un'imboscata in incontri casuali da cui può subire danni, oppure può essere costretto a ingaggiare il nemico, usando carburante e munizioni. Il carburante è una delle due risorse di gioco. I punti munizioni vengono assegnati alle flotte dei giocatori su ciascuna mappa, con un punto munizioni dedotto per ogni battaglia. Le flotte che esauriscono le munizioni possono ancora combattere ma possono infliggere solo la metà dei danni.
Quando si combatte un nemico, i giocatori possono usare un joystick virtuale per controllare la prima fila, che può sparare automaticamente proiettili contro i bersagli e lanciare manualmente siluri. Mentre è fermo, la fila posteriore può inviare proiettili di sbarramento e il giocatore può chiamare manualmente attacchi aerei. Questi attiveranno un effetto di cancellazione dei proiettili, rimuovendo tutti i proiettili e i siluri sullo schermo. I giocatori hanno un'opzione di modalità automatica per dare il controllo della battaglia all'IA. La salute dei personaggi viene riempita completamente quando si completa o si esce da una mappa. I punti morale vengono detratti per ogni personaggio della flotta in una battaglia. Se un personaggio cade in battaglia, non può unirsi a ulteriori azioni sulla mappa e un maggior numero di punti morale viene detratto per il personaggio caduto alla fine della battaglia. Il morale basso sostenuto per un personaggio diminuisce le sue statistiche e i punti affetto. I punti affetto bassi portano il personaggio ad accogliere il giocatore con voce che manifesta la sua delusione.
Il gioco presenta una modalità PvP. Il giocatore può preparare una flotta difensiva e organizzare una flotta offensiva per sfidare le flotte difensive degli altri giocatori. In questa modalità, le battaglie sono controllate interamente dall'intelligenza artificiale e l'effetto di cancellazione dei proiettili degli attacchi aerei è disabilitato. Possono essere guadagnati token e la classifica del giocatore può aumentare attraverso la vittoria in questa modalità. I giocatori non ricevono penalità se perdono una sfida o se la loro flotta di difesa viene sconfitta da altri giocatori. Personaggi esclusivi e altri oggetti possono essere ottenuti usando i token. La classifica viene aggiornata ogni 15 giorni.
Meccaniche aggiuntive furono introdotte dopo l'uscita del gioco. I sistemi di guerra sottomarini e antisommergibile sono stati introdotti a maggio 2018. Ciò includeva mappe della campagna antisommergibile e personaggi basati su U-Boot tedesche e sottomarini americani e giapponesi. Un sistema di gatto di bordo è stato introdotto a settembre 2018. Varie razze di gatti possono essere ottenute in un gattile. Possono essere addestrati a fornire buff quando vengono portati con le flotte in battaglia.

### Dormitorio
Il gioco sfoggia una funzione "Dormitorio". I personaggi nelle loro forme chibi possono essere messi nel dormitorio, dove possono passeggiare e sedersi, dormire o fare il bagno. I personaggi possono ottenere passivamente punti esperienza e recuperare morale quando ricevono cibo dai giocatori. I giocatori possono acquistare cibo usando petrolio o la valuta di gioco (gemme). Possono anche acquistare set di mobili e decorazioni di vario genere e talvolta limitati nel tempo usando i "token decor" ottenuti inviando personaggi a svolgere delle commissioni. Mobili e decorazioni aumentano il tasso di esperienza acquisita e possono essere organizzati liberamente. I giocatori possono aumentare la capacità dei personaggi del Dormitorio, sbloccare un secondo piano che recupera il morale e acquistare mobili interattivi speciali usando la valuta di gioco (gemme). Inoltre, i monumenti possono essere assegnati completando le fasi di specifici eventi. I giocatori possono ispezionare i dormitori di altri giocatori.

### Matrimonio
Quando i punti affetto di un personaggio arrivano a 100 attraverso battaglie, mettendo il personaggio come segretaria o nel Dormitorio, i giocatori possono scegliere di donare loro un "anello di promessa". Un "anello di promessa" può essere ottenuto una volta tramite le missioni o tramite ricompense speciali. Altri anelli possono essere acquistati utilizzando la valuta di gioco nel negozio degli oggetti, consentendo essenzialmente la poligamia. I giocatori possono anche dare nomi personalizzati ai personaggi sposati, ma possono farlo solo ogni 30 giorni per ogni personaggio. Inoltre, alcuni dei personaggi più famosi otterranno anche costumi unici per l'abito da sposa. Otterranno anche ulteriori caratteristiche bonus dopo essere stati sposati.